# Bahr Aouk
Il  Bahr Aouk (chiamato anche Aoukalé nel suo corso superiore) è un fiume dell'Africa centrale. È uno dei più grandi affluenti del corso superiore dello Chari, il principale immissario del lago Ciad. La parola Bahr significa «mare» o «massa d'acqua» in arabo.

## Geographie
Il Bahr Aouk nasce nei pressi della triplice frontiera tra Sudan, Repubblica Centrafricana e Ciad. Il suo bacino idrografico si estende dal Darfur, dove ha le sorgenti il Tiwal, al massiccio dei Bongo, dove nasce lo Yata. Per la maggior parte del suo corso forma il confine tra la Repubblica Centrafricana e il Ciad. Nel suo corso superiore è chiamato Aoukalé ed è collegato al Mare de Tizi tramite un'area paludosa. Solo dopo la confluenza con il Bahr Kameur viene chiamato Aouk su tutte le mappe. Dalla sorgente scorre in direzione sud-ovest verso la città di Sarh (Ciad). Circa 7 chilometri dopo aver lasciato la Repubblica Centrafricana confluisce nello Chari, 15 chilometri a monte della città di Moussa Foyo (Ciad).
A causa della sua scarsa pendenza, l'Aouk è un fiume particolarmente tortuoso, caratterizzato da numerosi piccoli laghi nel suo corso inferiore. In questa zona possono verificarsi inondazioni stagionali diffuse, una fonte importante per l'industria della pesca locale. Nelle zone paludose che si creano vengono catturate ogni anno fino a 3000 tonnellate di pesce (dati del 1992). Nella parte ciadiana, queste zone umide fanno parte dell'area Ramsar denominata Plaines d'inondation des Bahr Aouk et Salamat, di particolare importanza per gli uccelli migratori dell'emisfero boreale.
Il suo principale affluente è il Bahr Kamuer. È anche alimentato dal Teté e dal Gourdai, provenienti dalla Repubblica Centrafricana.

## Idrometria
La portata del fiume è stata monitorata per 22 anni (1952-74) a Golongosso, un piccolo insediamento appena a monte della confluenza con lo Chari. La portata media annua registrata è stata di 74 m³/s, alimentata da un bacino idrografico di 96.000 km², una superficie pari a quasi l'intero bacino del fiume.